# 90 (număr)
90 (nouăzeci) este numărul natural care urmează după 89 și este urmat de 91.

## În matematică
90
- Este un număr compus.[1][2]

Un unghi drept, de 90°

- Este un număr abundent, având mulți divizori: 1, 2, 3, 5, 6, 9, 10, 15, 18, 30, 45, 90.[3][4]
- Este un număr semiperfect, deoarece poate fi scris ca suma unora dintre divizorilor săi (divizorii proprii).[5]
- Este un număr rectangular.[6]
- Este un număr nontotient.[7]
- Este un număr Perrin, și se află în secvență după numerele 39, 51 și 68.[8]
- Este un număr practic.[9][10]
- Este un număr rotund.[11][12]
- Este un număr harshad[13] deoarece este divizibil cu suma cifrelor sale în bazele 3–6, 8, 9, 10[14], 11, 13, 15, 15–19, 21, 22, 25, 26, 28–31, 37, 41, 43–45, 61, 73, 76, 81, 82, 85, 86 și în toate bazele mai mari ca 87.
- Este un număr Schröder.[15][16]
- Este un număr Størmer.[17][18]
- Este un număr 31-gonal.[19]
- Într-un spațiu normal, unghiurile interioare ale unui pătrat au 90 de grade. De asemenea, într-un triunghi dreptunghic, unghiul care se opune ipotenuzei are 90 de grade, iar suma celorlalte două unghiuri însumează tot 90 de grade (în total, 180 de grade).[20] Un astfel de unghi de 90 de grade se numește unghi drept.[21]

## În știință
- Este numărul atomic al toriului.[22]
- Este masa atomică a unui izotop al stronțiului.
- Este latitudinea în grade a polilor geografici ai Pământului (Polul Nord are latitudinea 90°N și Polul Sud are latitudinea 90°S).

### Astronomie
- NGC 90 este o galaxie spirală în constelația Andromeda.
- Messier 90 este o galaxie spirală din constelația Fecioara.
- 90 Antiope este o planetă minoră.

## În alte domenii
90 se poate referi la:
- Prefixul telefonic internațional al Turciei.[23]
- Este codul pentru departamentul francez Territoire de Belfort.
- Interstate 90 este o autostradă din Statele Unite ale Americii.